# Dambulla
La città di Dambulla si trova nella Provincia Centrale dello Sri Lanka, 148 km a nord-est di Colombo e 72 a nord di Kandy.
Le attrazioni principali della città sono i grandi monasteri ben conservati ed il Rangiri Dambullu, uno stadio internazionale dedicato al cricket, famoso per essere stato costruito in soli 167 giorni. La città può vantare anche il più grande complesso montuoso di quarzo rosa dell'Asia meridionale, e la foresta di Namal Uyana.

## Storia

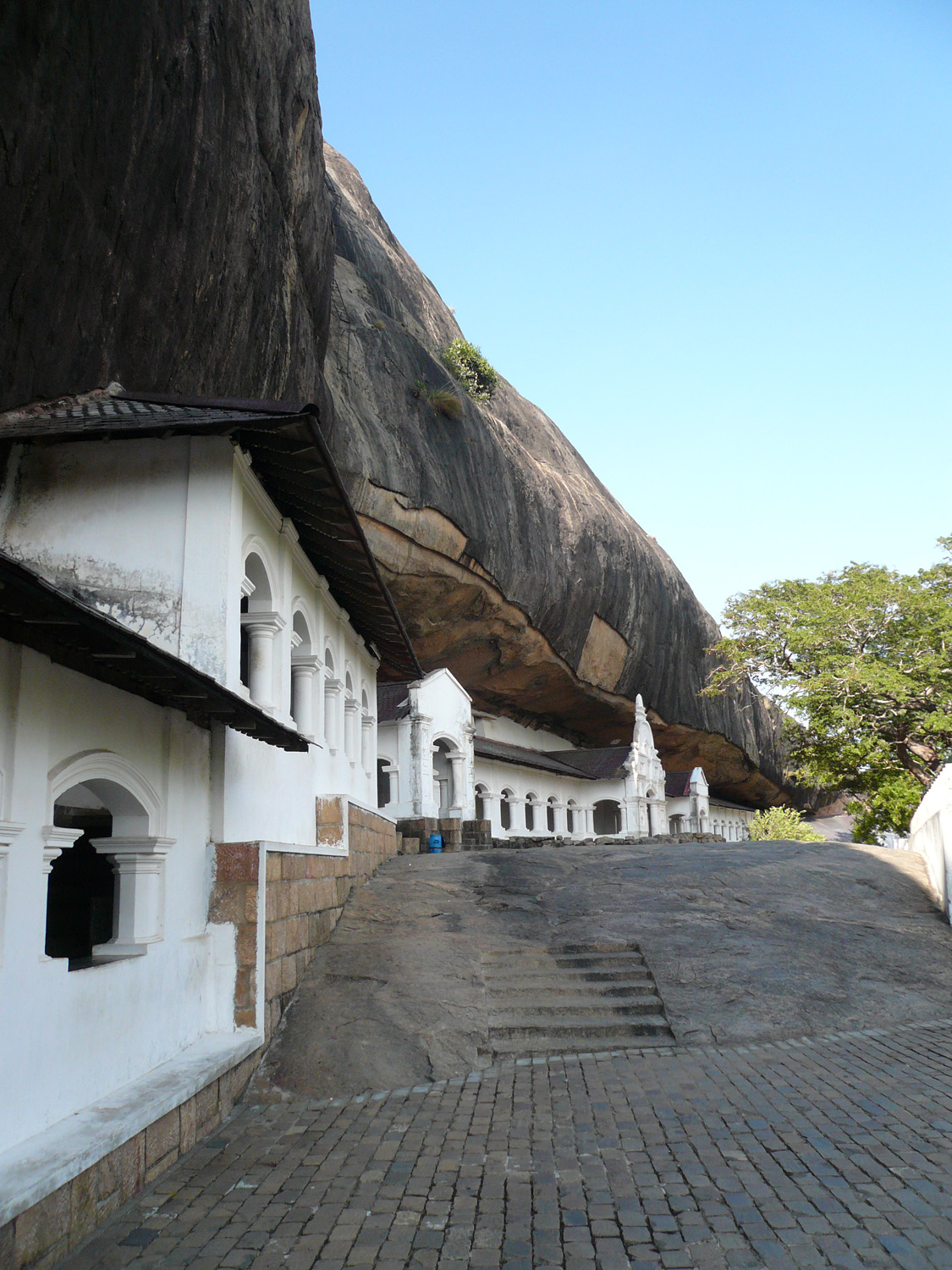
Il complesso dei monasteri

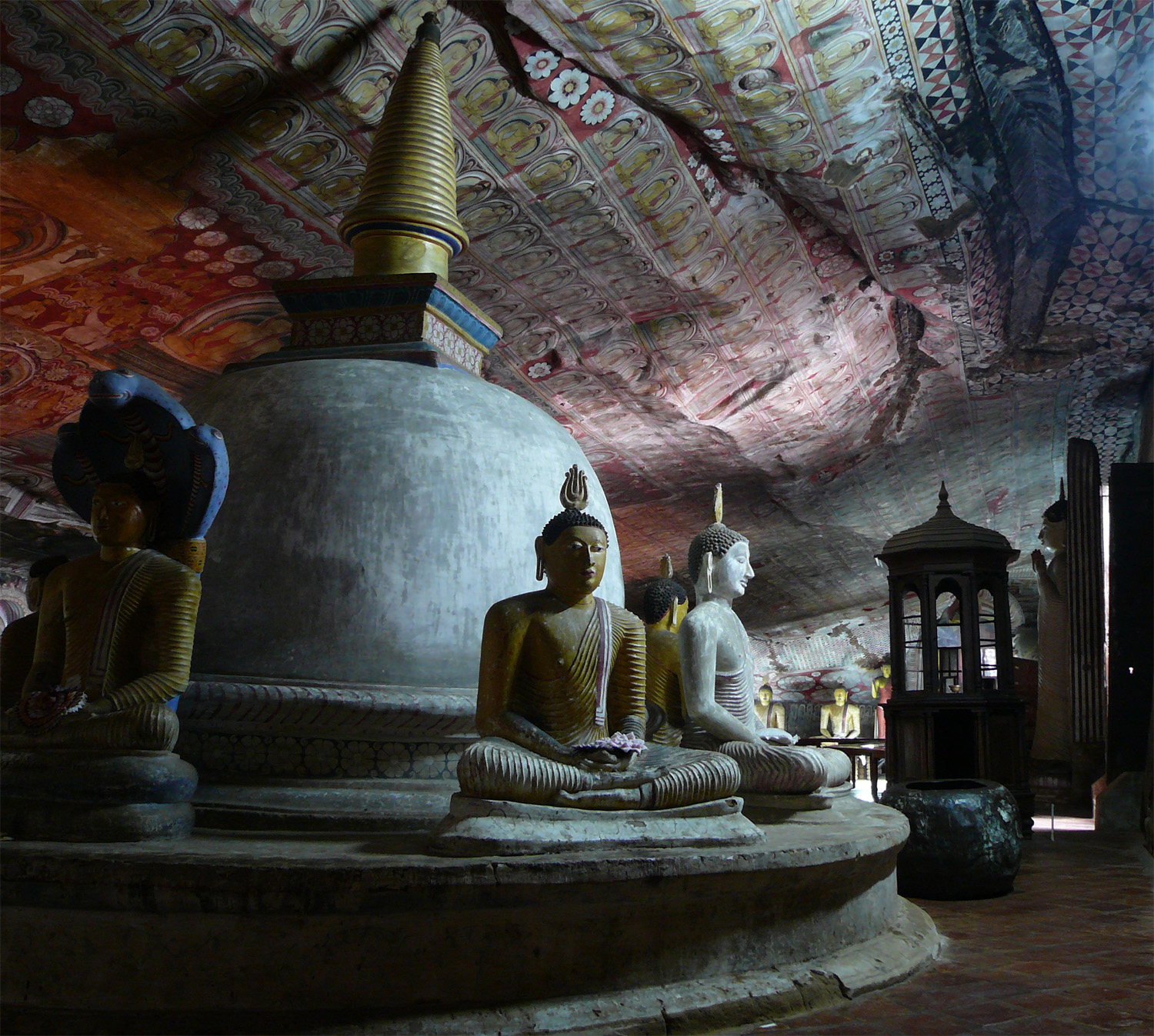
Stupa con dei Buddha seduti intorno

Si pensa che l'area fosse abitata fin dal terzo secolo a.C. Le statue ed i dipinti delle grotte risalgono al primo secolo a.C., ma vennero restaurati nell'undicesimo, dodicesimo e diciottesimo secolo. Le grotte fornirono rifugio a re Valagamba (chiamato anche Vattagamini Abhaya) durante il suo esilio dal regno di Anurādhapura durato 14 anni. I monaci buddisti meditavano nelle grotte di Dambulla mentre difendevano il re esiliato dai suoi nemici. Quando re Valagamba riconquistò il trono di Anuradapura, nel primo secolo a.C., eresse uno stupendo tempio di roccia a Dambulla, come segno di gratitudine per i monaci.

## Tempio di roccia di Dambulla
È il tempio di roccia meglio conservato dello Sri Lanka. Le torri di 160 metri sovrastano le pianure circostanti. Vi sono oltre 80 grotte riconosciute nel circondario. Le principali attrazioni sono sparse in 5 diverse grotte, e comprendono statue e pitture. Quasi tutte queste opere si riferiscono al Buddha ed alla sua vita. Vi sono un totale di 153 statue del Buddha, 3 di re dello Sri Lanka e 4 di altri dei o divinità. Queste ultime quattro riguardano due statue di divinità indù, Visnù e Ganesha. I murali coprono un'area di 2.100 m². Le immagini sui muri delle grotte raffigurano, tra le altre cose, la tentazione subita da Buddha ad opera di Mara ed il suo primo sermone.

### Cronologia delle grotte
- III secolo a.C.: I primi abitanti
- I secolo a.C.: Pitture e statue
- V secolo a.C.: Costruzione dello stupa
- XII secolo a.C.: Aggiunta di statue e divinità induiste
- XVIII secolo a.C.: La maggior parte di quello che si può osservare oggi
- XIX secolo a.C.: Scoperta di un'altra grotta e restauro delle altre
- XX secolo a.C.: Restauro dell'UNESCO ed illuminazione